# Te diría que fuéramos al río Bravo a llorar pero debes saber que ya no hay río ni llanto
Te diría que fuéramos al río Bravo a llorar pero debes saber que ya no hay río ni llanto es un poemario de Jorge Humberto Chávez que ganó el Premio Nacional de Literatura Aguascalientes en el año 2013 que es uno de los premios más reconocidos en su género en México. La obra gira en torno a la expresión poética sobre los sucesos de violencia ocurridos en la frontera norte de México durante el sexenio del presidente Felipe Calderón de 2006 a 2012.

## Otros poemarios del autor
- De 5 a 7 pm
- La otra cara del vidrio
- Nunca será la medianoche
- La lluvia desde el puente, entre otros

## Crítica
Es un libro de poemas que ha sido bien recibido por la crítica al haber ganado el Premio Nacional de Literatura Aguascalientes del año 2013 y porque describe con un lenguaje claro y seco el testimonio de la violencia vivida durante los últimos años en la frontera de México con Estados Unidos.